# Cargeghe
Cargeghe (sardinski: Calzèghe, sasarski: Cagliègga) je grad i općina (comune) u pokrajini Sassariju u regiji Sardiniji, Italija. Nalazi se na nadmorskoj visini od 333 metra i ima 724 stanovnika.
 Prostire se na 12,05 km2. Gustoća naseljenosti je 60 st/km2.
Susjedne općine su: Codrongianos, Florinas, Muros, Osilo i Ossi.